# Carduus acanthoides
Espèce
Carduus acanthoides, le Chardon faux-acanthe, est une espèce de plantes à fleurs herbacées épineuses de la famille des Asteraceae (syn. Compositae), originaire d'Europe, d'Asie tempérée et d'Afrique du Nord, et naturalisée sur les autres continents.

## Noms communs
Ce taxon porte en français les noms vernaculaires ou normalisés suivants : Chardon faux-acanthe,,,, Chardon épineux,,, Chardon acanthe,, Chardon acanthin, Chardon à feuilles d'acanthe, Chardon fausse acanthe. À ne pas confondre avec Onopordum acanthium, également nommé Chardon à feuilles d'acanthe.

## Description

### Appareil végétatif

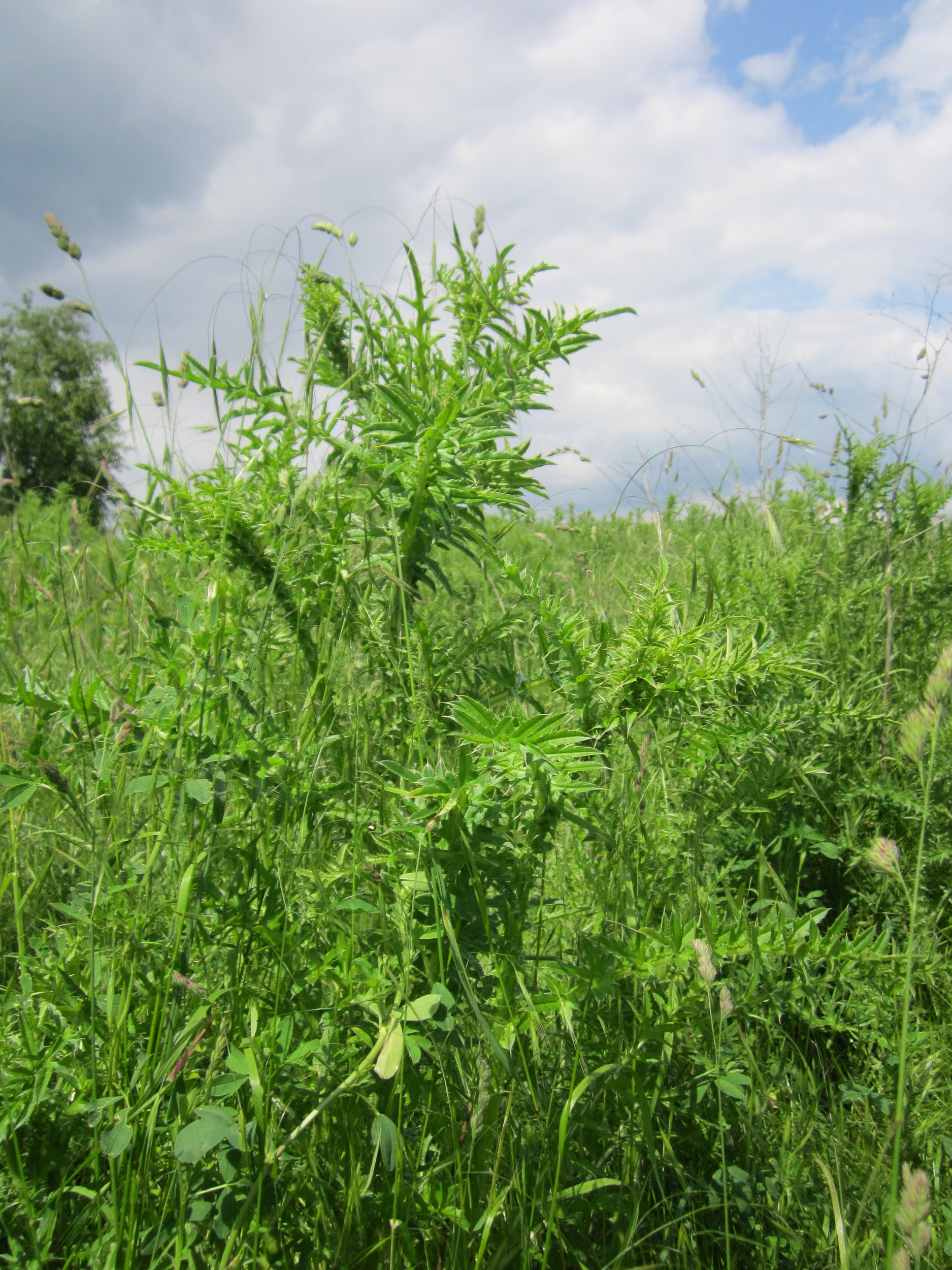
Port général.

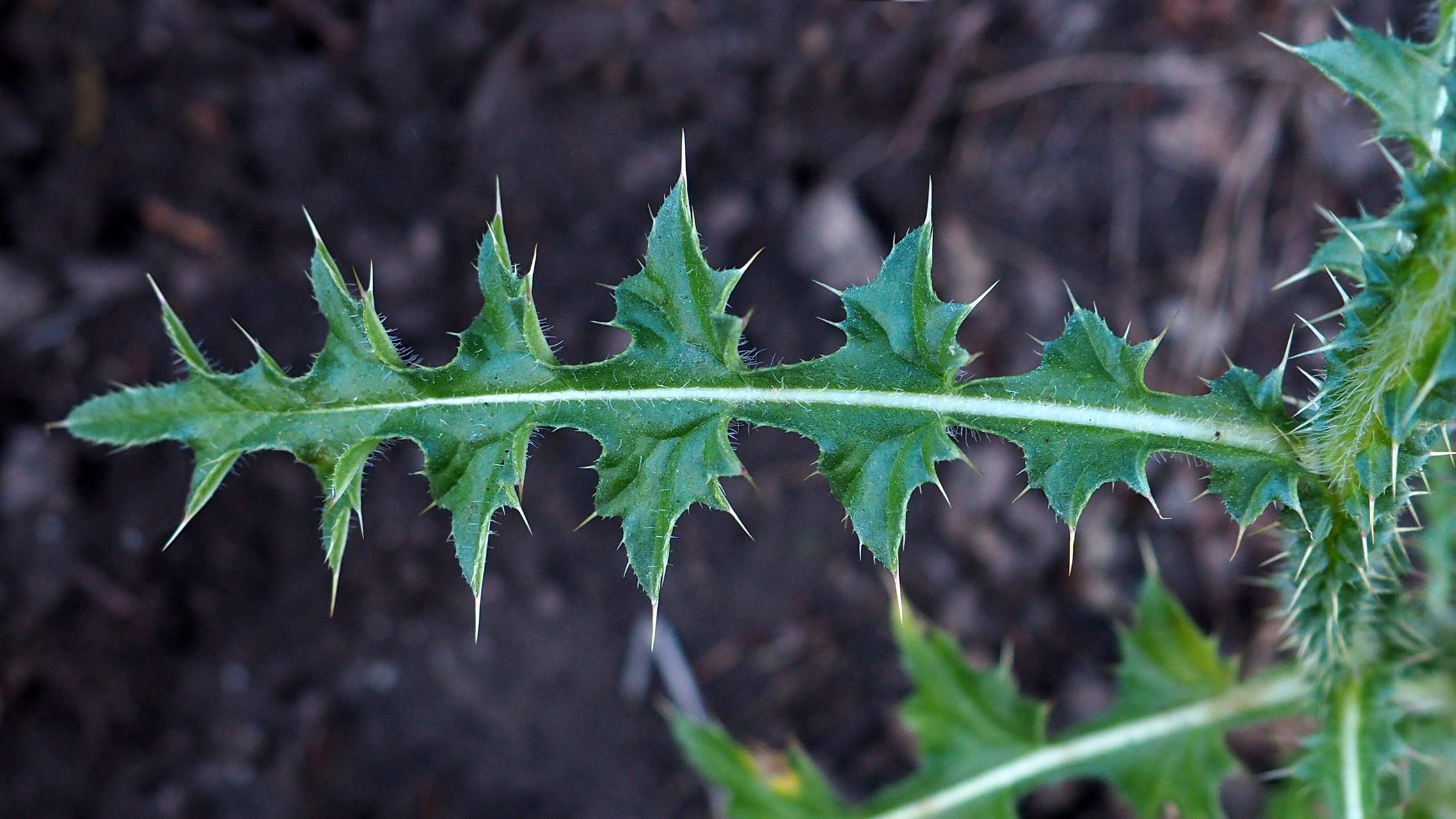
Feuille.

C'est une plante herbacée mesurant (10-)20-100 cm de hauteur, bisannuelle ou vivace. La tige est solitaire, longuement ramifiée, plus ou moins hirsute. Les feuilles sont concolores, vert clair ou bleuâtre, peu hirsutes le long des nervures. Les feuilles basales et caulinaires inférieures sont sessiles, elliptiques à oblancéolées, longues de 6 à 29 cm et larges de 2 à 7 cm, pennées lobées à pinnatipartites ; les segments sont par 6-12 paires, elliptiques à triangulaires, à marge dentée, les dents latérales et apicales portant des épines de 3–5 mm. Les feuilles caulinaires moyennes et supérieures sont similaires mais progressivement plus petites vers le haut ; les feuilles caulinaires supérieures sont plus ou moins largement linéaires, parfois non divisées.

### Appareil reproducteur

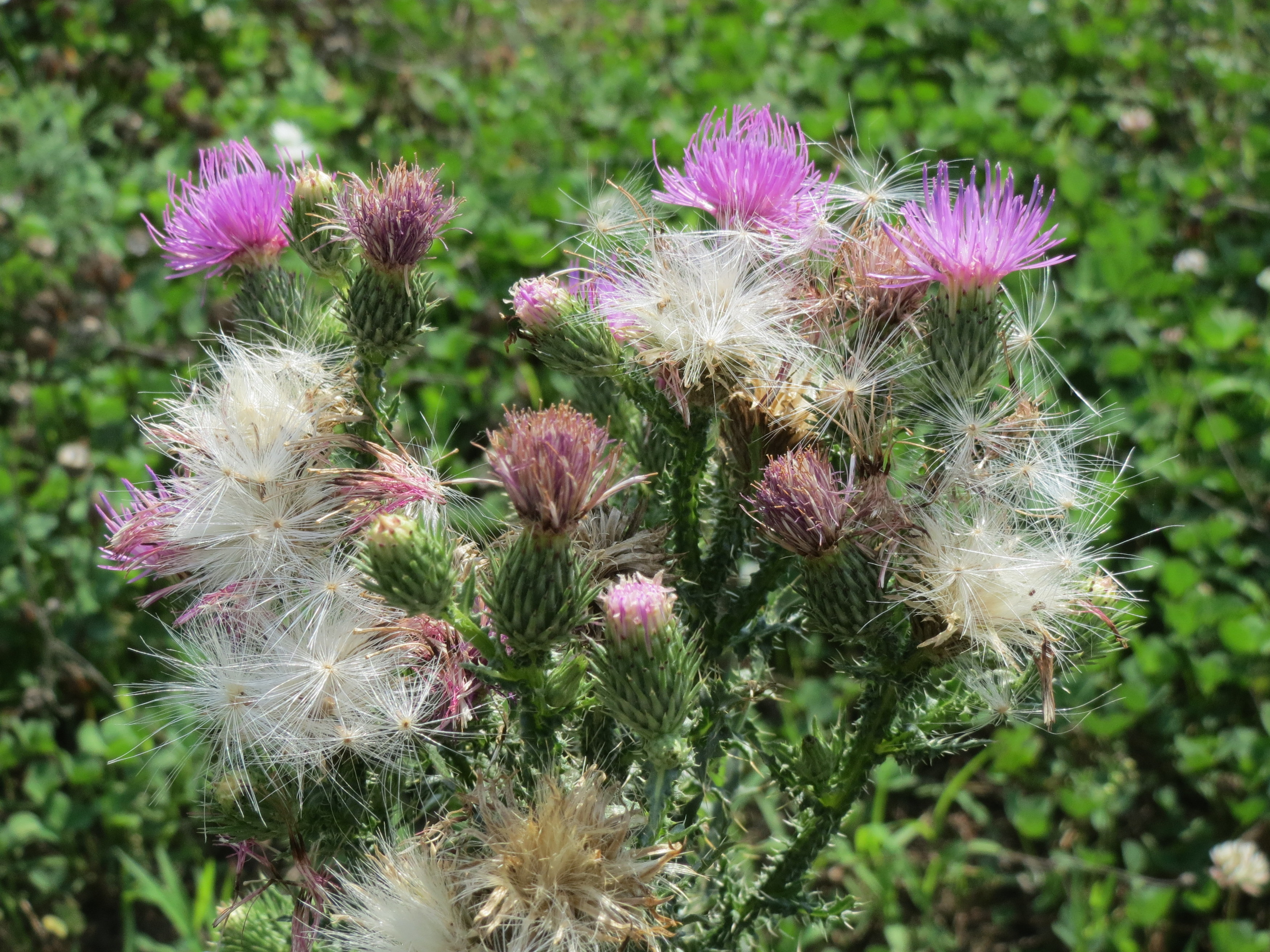
Capitules et pappus.

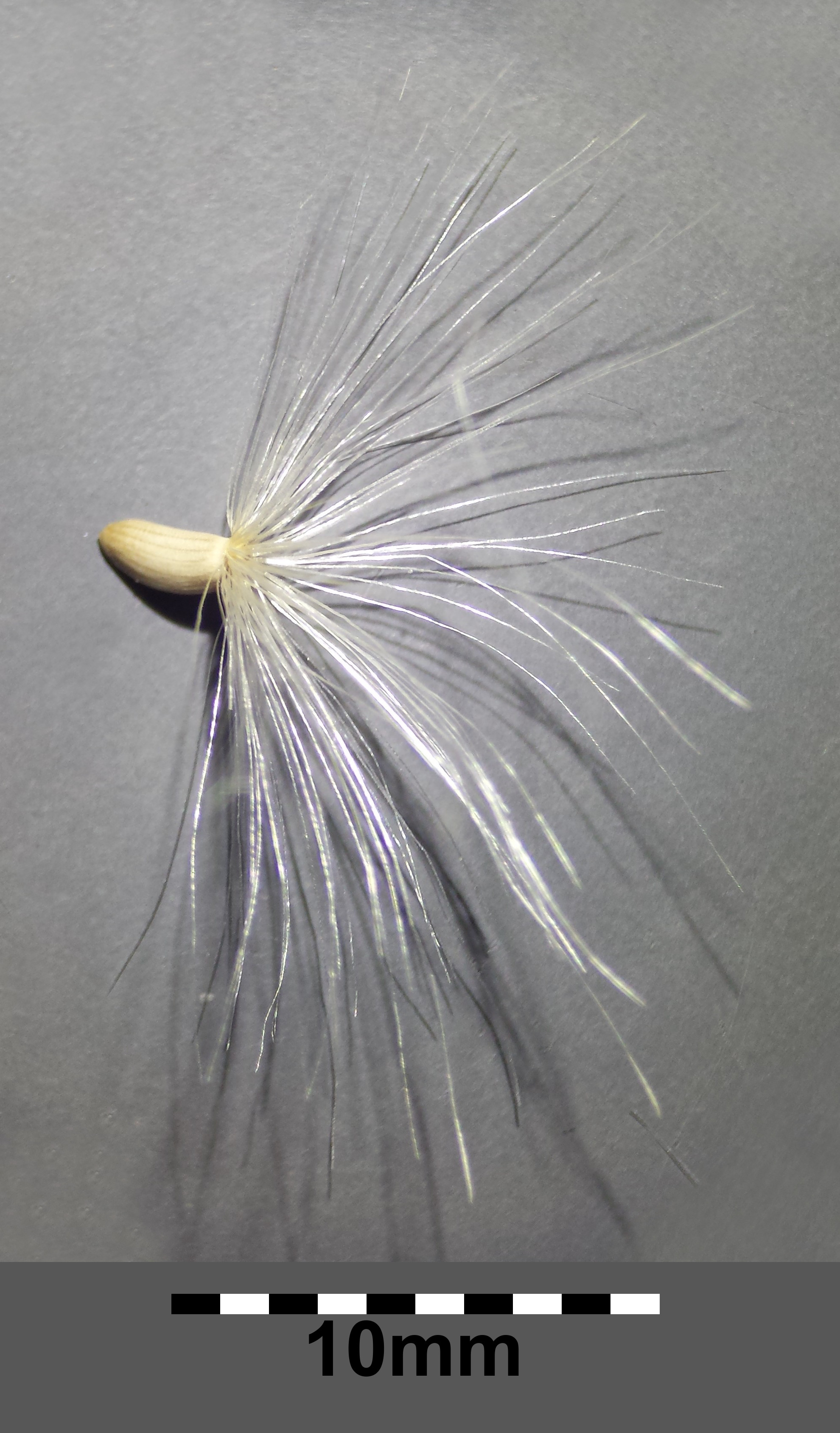
Achène.

Les inflorescences sont des capitules le plus souvent solitaires ou groupés à l'extrémité de la tige et des branches. L'involucre est subglobuleux, mesurant 1,5-2(-2,5) cm de diamètre, glabre ou à peine couvert de poils fins. Les phyllaires externes sont linéaires à triangulaires-subulés, d'environ 7 mm de long et 1 mm de large, munis d'une spinule apicale de 1–2 mm ; les phyllaires moyens sont de dimensions 8-14 × 1,5-1,6 mm, rétrécis en une partie distale triangulaire-subulée érigée-patente ou étalée avec une spinule apicale de 1–2 mm ; les phyllaires internes linéaires, droits, de dimensions environ 16 × 1 mm, ont l'apex mince et acuminé. La corolle est rouge pourpre ou rarement blanche, d'environ 1,7 cm, avec un tube d'environ 8 mm. Le fruit est un achène brunâtre, d'environ 4 mm. Les pappus sont blancs, d'environ 1,5 cm. La floraison et la fructification ont lieu de mai à octobre. C'est une espèce diploïde (2n = 16, 22).

### Confusions possibles
La distinction entre Carduus crispus et C. acanthoides s'estompe dans les herbiers chinois, les spécimens présentant la plupart du temps des caractéristiques intermédiaires. Peut-être qu'un seul spécimen de C. acanthoides a été trouvé en Chine.

## Répartition
L'espèce est originaire d'Europe, d'Asie tempérée et d'Afrique du Nord. Elle s'est naturalisée en Amérique du Nord, du Sud et en Nouvelle-Zélande,.

## Habitat

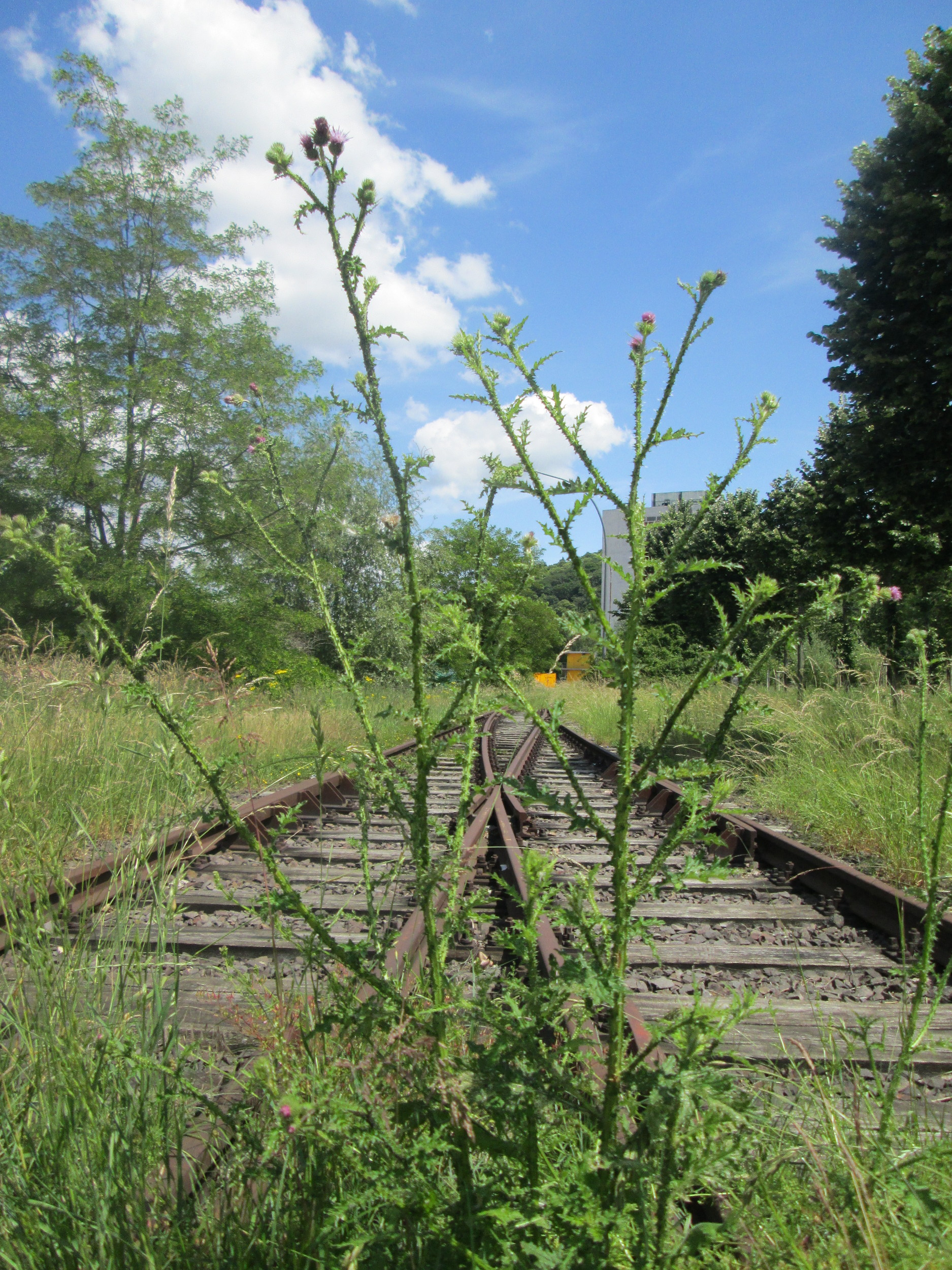
Sur une voie ferrée.

Ce chardon pousse sur les pentes montagneuses, dans les vallées montagneuses, les ravins, prairies, lisières de forêts, fourrés, terres agricoles, au bord de l'eau, entre 200 et 3 500 m d'altitude. C'est une espèce caractéristique des lisières forestières ombragées.

## Parasitisme
L'espèce connaît de nombreux parasites : Ormyrus orientalis, Eupelmus kiefferi, Lestodiplosis acanthoidis, Terellia lappae, Terellia gynaecochroma, Terellia winthemi, Larinus planus, Cochylis posterana, Cochylis dubitana, Larinus iaceae, Chaetostomella cylindrica, Tephritis hyoscyami, Terellia serratulae, Aceria balasi, Microbotryum cardui, Urophora solstitialis, Homoeosoma nebulella, Lixus pulverulentus, Agrochola humilis, Jordanita budensis, Tingis cardui, Ramularia cynarae, Neocrepidodera transversa, Cassida rubiginosa, Cnephasia stephensiana, Cnephasia stephensiana, Capitophorus carduinus, Aphis acanthoidis, Xyphosia miliaria, Golovinomyces montagnei, Bremia lactucae, Agromyza apfelbecki, Liriomyza strigata, Phytomyza cirsii, Phytomyza spinaciae, Pegomya steini, Pegomya terebrans, Sphaeroderma testaceum, Coleophora peribenanderi, Scrobipalpa acuminatella, Apterona helicoidella, Puccinia carduorum, Aphis fabae, Epitrimerus cardui, Brachycaudus cardui, Psylliodes chalcomera, Ceratapion onopordi, Ceratapion penetrans, Cheilosia fraterna, Ceratapion gibbirostre, Cleonis pigra, Agapanthia villosoviridescens, Mordellistena kraatzi, Agapanthia dahli, Lobesia abscisana, Ceratapion scalptum, Lixus filiformis, Ceratapion carduorum, Melanagromyza aeneoventris, Uroleucon aeneum, Hadroplontus trimaculatus.

## Taxinomie
Le nom correct complet (avec auteur) de ce taxon est Carduus acanthoides L., publié en 1753 par Carl von Linné dans son ouvrage fondateur Species Plantarum.

### Synonymes
Carduus acanthoides a pour synonymes :
- Carduus crispus var. litiginosus Gren. & Godr.
- Carduus medius subsp. martrinii (Martrin-Donos) Kazmi
- Carduus acanthoides f. acanthoides
- Carduus acuminatus Gaud. ex Rchb.
- Carduus camporum Boiss.
- Carduus crispus Huds.
- Carduus fortior Klokov
- Carduus martrinii Martrin-Donos
- Carduus murfatlarii Nyár. & Prodan
- Carduus polyacanthos Curt.
- Carduus polyacanthus Schreb.
- Carduus polyanthos Schreb.
- Carduus ruderalis Tausch ex Nyman
- Carduus sinuatus Gilib.
- Carduus thessalus Boiss. & Heldr.
- Carduus velebiticus Borbás

### Liste des sous-espèces
Selon la Global Compositae Database (6 juillet 2024) :
- Carduus acanthoides subsp. acanthoides
- Carduus acanthoides subsp. sintenisii

Selon Plants of the World online (POWO) (6 juillet 2024) :
- Carduus acanthoides subsp. acanthoides
- Carduus acanthoides subsp. pakistanicus Abid & Qaiser, 2019 (endémique du Pakistan)
- Carduus acanthoides subsp. sintenisii Kazmi, 1964 (endémique de Turquie)

## Menaces et conservation
L'espèce est considérée comme en danger critique d'extinction (CR) sur la Liste rouge de la flore de Bourgogne.